# Olcegepant
L'olcegepant è un antagonista del recettore del peptide correlato al gene della calcitonina, al 2014 ancora in fase di studio come un potenziale trattamento per l'emicrania.